# Cabano
Cabano är en tätort (centre de population) i staden Témiscouata-sur-le-Lac i provinsen Québec i Kanada, till 2010 en separat stad. Den ligger i regionen Bas-Saint-Laurent, i den östra delen av landet, 600 km öster om huvudstaden Ottawa. Antalet invånare i tätorten var 2 419 vid folkräkningen 2021.